# Jon Ander Serantes
Jon Ander Serantes Simón (Barakaldo, 24 de outubro de 1989) conhecido desportivamente como Serantes, é um futebolista espanhol. Ele joga como goleiro. A sua actual equipa é o clube japonês Avispa Fukuoka.

## Carreira desportiva
Serantes se formou na pedreira do Barakaldo C. F. desde os 13 anos. Previamente, tinha estado quatro temporadas nas categorias inferiores do Athletic Club. Na temporada 2008-09, foi transferido para a S.D. Deusto.
Serantes voltou a Barakaldo em junho de 2009 para aderir à equipa. As suas boas acções permitiram assinar pelo filial do Athletic Club, o Athletic Bilbao, em 2011. Durante duas temporadas foi titular na frente de goleiros como Aitor ou Magunazelaia, mas uma grave lesão no joelho, em Janeiro de 2013, o afastou do time o resto da temporada.
Em 24 de julho de 2013, Serantes voltou ao time Fabril, cedido para a temporada  2013-14 onde disputou os 38 jogos.
Em 9 de julho de 2014, Serantes assinado pelo C.D. Lugo de Chiquinho Setién, de segunda divisão. No dia 1 de setembro foi cedido ao CD Leganés, recém-promovido a segunda divisão, para essa temporada. Como aconteceu na equipa galego com Dani Mallo e Jose João, Começou como terceira opção após queco abacaxi e dani bairro, mas finalmente passou a ser o goleiro titular. Estreou como profissional no dia 23 de novembro, na derrota, em frente ao Mirandés por 1-0. Em sua primeira temporada chegou A ser eleito o melhor goleiro da categoria do mês de fevereiro.
Finalmente, em 3 de julho de 2015 se desvinculou do Clube Lugo e aposentou-se pelo Leganés. Em sua segunda temporada começou ascenso à primeira divisão.Disputou todas as jornadas, e foi o segundo goleiro menos para bater, após Isaac Becerra, com 34 gols Contra. O melhor momento da temporada foi, no dia 40, quando parou o penalti Nestor susaeta que permitiu não perder a praça de promoção direto.
Estreou em primera divisão no dia 22 de agosto de 2016 com vitória em Balaídos por 0-1.No dia 26 de novembro de 2016, no estádio deCornellà, sofreu uma lesão do ligamento cruzado anterior do seu joelho direito ao apoiar mal após um salto, causando baixa para o resto da Temporada. Até aquele momento havia deixado grandes actualizações na personalidade, em especial, a que apresentou perante o Atlético de Madrid no primeiro jogo da primeira divisão Butarque.Conseguiu liderar o troféu Zamora ao não me encaixar gol nas duas primeiras Jornadas, o que além disso lhe permitiu ser nomeado pela LFP como melhor jogador do mês de agosto.